# 杨浩东
杨浩东（1965年1月—），云南省大理市人，中华人民共和国政治人物。中共十九大、二十大代表。1986年7月参加工作，1985年5月加入中国共产党，硕士研究生学历。曾任中共丽江市委副书记，中共临沧市委副书记、市长，中共临沧市委书记。现任中共湖南省委常委、宣传部部长、省人大常委会副主任。